# Radio Records
La Radio Records è stata un'etichetta discografica italiana attiva dagli anni '60 agli anni '80.

## Storia della Radio Records
Come molte altre case discografiche, anche la Radio Records nasce dall'iniziativa di una casa editrice musicale, le Edizioni musicali Sidet s.r.l. (come la contemporanea Las Vegas); la sede era la stessa, a Milano dapprima in Galleria del Corso 4 e poi in piazzetta Pattari 2, ed anche lo staff che la dirigeva era lo stesso.
Il titolare era il cavaliere Emilio Daniele, mentre il direttore artistico era il maestro Emanuele Daniele; tra i collaboratori dell'etichetta vi era il direttore d'orchestra Mario Mellier e la paroliera Luciana Medini.
Per la distribuzione si è affidata dapprima all'Ariston Records, poi alla Saint Martin Record, alla Phonogram ed infine all'RCA Italiana.
Hanno collaborato i musicisti Giampiero Boneschi, Italo Salizzato, Gian Piero Reverberi e molti altri.
Tra i suoi artisti più rappresentativi vi è il gruppo di rock progressivo The Underground Set (dietro cui si nascondevano i Nuova Idea), il gruppo Number One Ensemble e la cantante pop melodica Angelica, che partecipò al Festival di Sanremo 1972 e a Un disco per l'estate del 1971.

## I dischi pubblicati
La numerazione di catalogo è variata, nel corso degli anni, a seconda dell'etichetta che curava la distribuzione.

### 33 giri
| Numero di catalogo | Anno           | Interprete                 | Titolo Album                        |
| ------------------ | -------------- | -------------------------- | ----------------------------------- |
| RRS 107            | 1966           | Jack Wolfe                 | Europa in rhythm                    |
| RRS 109            | 1966           | Giampiero Boneschi         | Immagini sonore                     |
| RR 112             | 1966           | Buddy Merrill              | The Guitar Sound of Buddy Merrill   |
| RR 115             | 1967           | Buddy Merrill              | Holiday For Guitars                 |
| RR 116             | 1967           | Raf Cristiano              | Pianoforte, amico mio               |
| RR 119             | 29 maggio 1968 | Raf Cristiano              | Raf Cristiano                       |
| RRS 134            | 1970           | The Underground Set        | The Underground Set                 |
| RR 140             | 1971           | Gian Piero Reverberi       | Missione Apollo                     |
| RRS 147            | 1971           | Margaret                   | Dedicato a                          |
| RR 149             | 1971           | Gli Area Blu               | Gli area Blu (album 1971)           |
| RR 150             | 1972           | Gli Area Blu               | Gli Area Blu (album 1972)           |
| RRS 153            | 1972           | In tre sulla strada        | In tre sulla strada                 |
| RRSSP 5500101      | 1972           | Angelica                   | Angelica                            |
| RR 157             | 1973           | Gli Area Blu               | Gli Area Blu (album 1973)           |
| RR 158             | 1974           | Gli Area Blu               | Gli Area Blu (album 1974)           |
| RRS 164            | 1974           | Esecutori vari             | Canta e balla le tue corse d'estate |
| RR 5300 161        | 1976           | Gilda                      | Bolle di sapone                     |
| RR 5500 162        | 1976           | Corrado Tringali Orchestra | Note d'atmosfera                    |
| ZPLRR 34019        | 1978           | Stefano Rubino             | Alla ricerca del tempo perduto      |
| ZPLRR 34048        | 1978           | Antonius Rex               | Ralefun                             |
| ZPLRR 34049        | 1978           | Number One Ensemble        | Number 1 Ensemble                   |
| ZPLRR 34052        | 1978           | Le Groupe X                | Out off                             |
| ZPLRR 34058        | 1979           | Stefano Rubino             | Io                                  |
| ZPLRR 34059        | 1979           | B.B. Jackson               | Joy of Living                       |
| ZPLRR 34068        | 1979           | Federico Aschieri          | DiscoAschieri                       |
| ZPLRR 34086        | 1979           | Number One Ensemble        | Gipsylon                            |
| ZPLRR 34089        | 1980           | B.B. Jackson               | Little Sugar                        |
| ZPLRR 34117        | 1980           | Number One Ensemble        | N.O.E.                              |

### 45 giri
| Numero di catalogo              | Anno           | Interprete                                         | Titoli                                             |
| ------------------------------- | -------------- | -------------------------------------------------- | -------------------------------------------------- |
| RR 1005                         | 1966           | Clem Sacco (sul lato A)/Buddy Merrill (sul lato B) | The African Cry/Brontosaurus Walk                  |
| RR 1006                         | 1966           | Buddy Merrill                                      | Milano/The worm                                    |
| RR 1007                         | 1966           | Willy Burger e i Mediolanum                        | Shavadà/Totip                                      |
| RR 1008                         | 18 aprile 1966 | The Geordies                                       | Shavadà/My generation                              |
| RR 1011                         | 1967           | Victoria Vitt                                      | Mio buon Dio negro/I morti della pace              |
| RR 1014                         | 1967           | Bruno Chicco                                       | Avevi ragione tu/La storia di tutti noi            |
| RR 1016                         | 1968           | Bruno Chicco                                       | Il principe azzurro/Nel profondo mare blu          |
| RR 1018                         | 1968           | Bruno Chicco                                       | Non parlare/La strada più bella del mondo          |
| RR 1019                         | 1969           | Bruno Chicco                                       | Vediamoci domenica/La strada buona                 |
| RR 1020                         | 1969           | Jim Ivan & The Cossacks                            | Nathalie/In un momento                             |
| RR 1023                         | 1969           | Anita Traversi                                     | E chissà/Duemila anni                              |
| RR 1025                         | 1969           | Angelica                                           | La pioggia cadeva/...e vedrai                      |
| RR 1027                         | 1969           | Angelica                                           | Quando te ne vai/C'era una volta qualcuno          |
| RR 1028                         | 1969           | Bruno Chicco                                       | Là nel fiume/Cenerentola                           |
| RR 1029                         | 1969           | Giancarlo Branca                                   | Gabbiani che passano/Se piangere dovrò             |
| RR 1030                         | 1969           | The Underground Set                                | Arcipelago/La filibusta                            |
| RR 1031                         | 1969           | Jim Ivan                                           | Un anno/Mexico                                     |
| RR 1039                         | 1969           | Angelica                                           | Improvviso/La pioggia cadeva                       |
| RR 1040                         | 1970           | Angelica                                           | Con il mare dentro agli occhi/...e suonavano così  |
| RR 1043                         | 1970           | The Underground Set                                | Motor road underground/Slaughter on the motor road |
| RR 1045                         | 1970           | Angelica                                           | Con il mare dentro agli occhi/Quel telefono        |
| RR 1046                         | 1970           | Gildo Fattori e i suoi Strangers                   | Due ore senza te/Inventeremo la felicità           |
| RR 1048                         | 1970           | The Underground Set                                | Tanto per cambiare/Emisfero                        |
| RR 1058                         | 1970           | Bruno Baresi                                       | Chiaro di luna/Povero amore mio                    |
| RR 1060                         | 1970           | Unito e gli Optiamo                                | Arcipelago/Emisfero                                |
| RR 1061                         | 1971           | Angelica                                           | La mia storia/Il regno d'amore                     |
| RR 1063                         | 1972           | Angelica                                           | Portami via/...e suonavano così                    |
| RR 1065                         | 1973           | Valerio                                            | Un giorno in più/Cielo senza luce                  |
| RR 1066                         | 1973           | Fausto Asaro                                       | Il sole non c'è più/La scala della vanità          |
| RRS 2063                        | 1974           | Lydia e gli Hellua Xenium                          | Diluvio/Conoscevo un uomo                          |
| 500 2069                        | 1975           | Elisabetta Viviani                                 | Un amore da niente/Caro mio                        |
| 500 2070                        | 1975           | Margherita Sada                                    | Cos'è la parola amore/Per un amore che non c'è     |
| RRS 2072                        | 1976           | La Spiaggia Libera                                 | Tavola calda/Rossana                               |
| RRS 2075                        | 1977           | Scorpyo                                            | Destinazione infinito/Visioni                      |
| RRS 2076                        | 1977           | Contessa Vittoria                                  | Che c'entra lei/Can we stay together               |
| RRS 2077                        | 1977           | Renzo Di Jaso Group                                | Hafanana/Un disco e noi                            |
| RRS 2079                        | 1977           | Marchesoli Trumpet Solo                            | Music/La mia notte                                 |
| RRS 2083                        | 1977           | Dario Piana                                        | Nell'aria/Ra Elios                                 |
| RRS 2084                        | 1977           | Gi Zil                                             | Charlie Marx/Music Sensation                       |
| RRS 2086                        | 1978           | Franco Tomassini                                   | Un uomo, io/Gli ultimi tempi                       |
| RRS 2091                        | 1977           | Number One Ensemble                                | Gipsy/Back To Heaven                               |
| ZBR 7007                        | 1978           | Number One Ensemble                                | Vaya Vaya/Mareo                                    |
| ZBRR 7045                       | 1978           | Piana-Bigwhite                                     | Ra Elios/Nell'aria                                 |
| ZBRR 7048                       | 1978           | Stefano Rubino                                     | Evelyn/Le mani in alto                             |
| ZBRR 7050                       | 1978           | Alberto Lupo                                       | Se/Te deum                                         |
| ZBRR 7137                       | 1979           | Number One Ensemble                                | Candy man/Senor                                    |
| ZBRR 7152                       | 1979           | Giuseppe Candotti                                  | Direzioni/Voli via                                 |
| ZBR 7156 (ristampa di RRS 2091) | 1978           | Number One Ensemble                                | Gipsy/Back To Heaven                               |
| ZBRR 7184                       | 1980           | Katty Line                                         | Adriano/Viens                                      |
| ZBRR 7198                       | 1980           | Gilda                                              | Canto di una notte sull'Aspromonte/Revival         |
| ZBRR 7200                       | 1980           | Stefano Rubino                                     | Lady blue/Annie                                    |
| ZBRR 7201                       | 1980           | Federico Aschieri                                  | Che cosa non darei/You've got the music            |
| ZBR 7203                        | 1980           | Number One Ensemble                                | Donna Donna/Moonbeam                               |
| ZBRR 7210                       | 1981           | Gli Opera                                          | Guerriero/Con lei                                  |
| ZBRR 7233                       | 1981           | Gli Opera                                          | Guai/La luce del mattino                           |

### Mix
| Numero di catalogo | Anno | Interprete          | Titoli                                       |
| ------------------ | ---- | ------------------- | -------------------------------------------- |
| RRS/PR/M 2091      | 1979 | Number One Ensemble | Gipsy (disco mix)/Back to heaven (disco mix) |